# Progresivni rock
Progresívni róck (angleško progressive rock, skrajšano prog rock) je glasbena zvrst rocka, ki se je razvila konec 60-tih v Združenem kraljestvu. Zvrst je težko natančno definirati, saj se nekatere glasbene skupine med seboj precej razlikujejo. Značilnosti: daljše skladbe, virtuoznost, eklekticizem, kompleksne kompozicije itd.
Glasbeniki, ki izvajajo prog rock, pogosto zavračajo vse lastnosti popularne glasbe, saj je njihov namen ustvarjati resno glasbo, ki teži k prefinjenosti jazza in klasične glasbe, vpeljujejo pa tudi elemente folka in elektronske glasbe.
Zaznamujejo ga predvsem nenavadni taktovski načini in virtuoznost glasbenikov. Tako kot njegov sorodnik, progresivni jazz, je ustvarjen za analiziranje inteligentnih poslušalcev, za nasprotje od ostalega rocka, ki je v glavnem ustvarjen za zabavo in ples. Čeprav so mnoge prog rock skupine doživele svetovni sloves, ta glasba ni nikakor postala vsakdanja, temveč je postala še težje razumljiva in oddaljena popu.
Progresivni rock je težko določljiv, saj ima vsaka skupina svoje značilnosti, zato se pogosto pojavlja vprašanje, ali skupine in glasbenike, kot so The Moody Blues, Frank Zappa, Deep Purple, Phish, Tool in The Flaming Lips, sploh lahko definiramo kot prog rock.
Do sredine 70-tih je ta zvrst dosegla vrh popularnosti s skupinami: Yes, Genesis, Emerson Lake and Palmer, Jethro Tull, King Crimson, Pink Floyd in podobnimi. Kasneje je zvrst izgubila popularnost, vendar se je ohranila med poslušalci nekomercialne glasbe, poznavalci in zbiratelji.

## Podzvrsti
Obstaja več podzvrsti progresivnega rocka, med katerimi večina izhaja iz »starih« zvrsti:
- proto-progresivni rock: Sem spadajo skupine, ki so začele navadni rock vpeljevati nove snemalne tehnike, instrumente in vokalne harmonije. Pomembno so vplivale na nadaljnji razvoj progresivnega rocka. Predstavniki: Procol Harum, The Beatles, The Moody Blues, The Nice.
- canterburyjska scena je nastala okrog mesta Canterbury v jugovzhodni Angliji. Tam so igrali različni avantgardni in jazzovski glasbeniki, katerih značilen zvok je prerasel v podzvrst prog rocka. Predstavniki: Egg, Caravan, Soft Machine.
- simfonični rock je pravzaprav izhodiščna zvrst, saj je bila v začetku sedemdesetih daleč najbolj razširjena poslušalci in skupinami. Njegove značilnosti je prevzela večina drugih podzvrsti: dolge skladbe, zapleteni taktovski načini, inteligentna besedila, nekomercialni pristop k ustvarjanju in mešanje različnih elementov. Predstavniki: Yes, ELP, Genesis, tudi prvi album King Crimson.
- progresivni folk rock (Jethro Tull)
- krautrock
- math rock (King Crimson)
- space rock se je razvil iz psihedelije. Glavna tema pesmi je znanstvena fantastika. Pogosto je eksperimentiranje s klaviaturami in psihadeličnimi efekti, kot so npr. odmevi in konkretna glasba. Začetniki so: Hawkwind, Pink Floyd, Gong, tudi krautrock skupine npr. Tangerine Dream.
- avantgardni rock (imenovan tudi chamber rock; začel se je z RIO = Rock In Opposition: Henry Cow, Univers Zero, Stormy Six, Samla Mammas Manna, Etron Fou; znana slovenska skupina: Begnagrad)
- Zeuhl (Magma, Eskaton, Zao, Weidorje, Potemkine)
- neo-progresivni rock (Marillion, IQ, Pallas, Pendragon, Collage, Saga)
- progresivni metal je mešanica metala in progresivne glasbe. Predstavniki: Rush, Dream Theater, Pain Of Salvation, Angra, Spiral Architect
- neo-klasicistični rock (Yngwie J. Malmsteen)

## Značilnosti progresivnega rocka
Prav gotovo v progresivnem rocku ni elementov, ki bi strogo določali slog, toda vseeno obstajajo značilnosti, po katerih ga prepoznamo:
- dolge kompozicije, pogosto tudi več kot 20 minut. Velikokrat so označene kot epike in so po izvoru najbližje klasični glasbi. Zgodnji primer je 17-minutna »In Held Twas In I« sklupine Procol Harum, med bolj znanimi pa so še 23-minutna »Supper's Ready« skupine Genesis, 24-minutna »Thick as a Brick« skupine Jethro Tull in 42-minutna »Six Degrees of Inner Turbulence« skupine Dream Theater.
- skladbe so zaradi dolžine pa tudi lažjega poslušanje razdeljene na več delov, ki so lahko nastali naenkrat in so objavljeni na istem albumu, velikokrat pa so tudi neodvisni drug od drugega in so objavljeni na različnih albumih ter ne zahtevajo poznavanje ostalih za razumevanje glasbe. Znane so »Shine On You Crazy Diamond« skupine Pink Floyd, ki je razdeljena na devet delov, »2112« skupine Rush, Larks' Tongues in Aspic skupine King Crimson, katere tri deli so objavljeni na različnih albumih.
- besedila, ki v zapletenih pripovedih opisujejo teme, kot so znanstvena fantastika, zgodovina, religija, vojna, književnost itd.
- veliko skupin je na alegoričen način v svojih pesmih komentiralo politično dogajanje. Na primer: album Selling England by the Pound skupine Genesis združuje temi komercializma in naturalizma.
- konceptualni albumi, ki opisujejo določeno temo skozi cel album ali več albumov, in so pogosto imenovani »rock opera« (termin, ki ga je popularizirala skupina The Who).
- pogosto se uporabljajo instrumenti, ki so neobičajni za rock glasbo in pogosto elektronsko predelani, prav tako pa so vpeljani neobičajni in predelani vokali. Morda najbolj znana uporaba takih instrumentov je flavta Iana Andersona pri skupini Jethro Tull. Neredki so multi-instrumentalisti, kot so Mike Oldfield, Ian Anderson in Neal Morse.
- Morda je presenetljiva uporaba pevskega zbora in orkestra med najbolj znani prog rock bendi; najbolj znani so primeri iz poznih šestdesetih in zgodnjih sedemdesetih Atom Heart Mother skupine Pink Floyd, The Five Bridges Suite skupine Nice in drugi album skupine Yes Time and a Word. Velikokrat je za simulacijo pevskega zbora ali orkestra uporabljen melotron. Manj znane skupine, npr. Renaissance je uporabila pravi orkester.
- uporaba neobičajnih taktovskih načinov, lestvic, tempa itd. Znana je skladba »Thela Hun Ginjeet« skupine King Crimson, pri kateri nekateri člani igrajo v 7/8 taktovskem načinu, ostali pa v 4/4 ter tako ustvarijo neravnovesje v ritmu, znano kot poliritmija.
- zelo širok dinamični razpon, z zelo tihimi in zelo glasnimi odlomki v isti skladbi. Glasba je namenjena tako pozornemu poslušanju in ustvarjanju ambienta, kot tudi ustvarjanju trušča v ozadju. Primer: The Mars Volta: »Cut That City«
- solo odlomki za vsak instrument. To je prispevalo k slavi in prepoznavnosti mnogih glasbenikov, kot so kitarista David Gilmour in Steve Howe, klaviaturista Rick Wakeman in Keith Emerson ter bobnar Neil Peart.
- vključevanje klasičnih melodij v glasbo. Tako so npr. Emerson, Lake and Palmer priredili nekaj del Coplanda, Béla Bartóke, Musorgskega ter J. S. Bacha. Včasih so ta dela bolj predelana oziroma pomešana z drugimi zvrstmi; verzija Bachove Bourée v predelavi Jethro Tull vsebuje značilnosti jazza.
- estetsko povezovanje glasbe z vizualno umetnostjo, trend, ki so ga začeli The Beatles z albumom Sgt. Pepper's Lonely Hearts Club Band in se je navdušeno prijel v razcvetu progresivnega rocka. Nekatere skupine so postale znane tako po glasbi kot po oblikovanju naslovnic njihovih albumov in videza benda nasploh. To je vodilo do razpoznavnosti nekaterih oblikovalskih studiev, med katerimi sta bolj znana Roger Dean, ki je delal za skupino Yes, in Storm Thorgerson s svojim studiem Hipgnosis, ki je delal za Pink Floyd in ostale. Med najbolj znanimi naslovnicami je zagotovo Brain Salad Surgery skupine Emerson, Lake and Palmer, ki jo je ustvaril H. G. Riger, čeprav je bila cenzurirana zaradi objavljenega falusa. Za razliko od nekaterih je založba Charisma Records dovolila Paulu Whiteheadu, da je ustvaril evokativne naslovnice  za skupini Genesis ter Van der Graff Generator brez vmešavanja založbe.
- uporaba zvočnih efektov v skladbah, znanih tudi kot konkretna glasba (Musique concrète). Je razpoznavni zvok skupine Pink Floyd, še posebej na albumu Dark Side of the Moon, toda tudi drugi bendi niso izjeme. Tako lahko slišimo bojni rog v pesmi »Warchild« skupine Jethro Tull. The Mars Volta je uporabila takšen zvok na albumu Frances the Mute, da bi pričarala  »težek ambient«.
- izmenjava članov. Čeprav ne tako značilno, kot npr. za jazz, se v progresivnem rocku pogosto izmenjavajo člani skupin in ustvarjajo stranske projekte. Jon Anderson (skupina Yes) je pel skupaj s King Crimson, Robert Fripp (skupina King Crimson) pa je igral na dveh albumih Van der Graaf Generator. Bobnar Bill Bruford je sodeloval z Yes, Genesis (zelo redko), King Crimson, UK in na mnogih ostalih projektih. V devetdesetih je Yes na svojo turnejo vključila skoraj vse, ki so kdaj bili njeni člani. Število stranskih projektov članov Dream Theater je celo preseglo število njihovih skupnih albumov, saj so skoraj vsi sedanji in bivši člani sodelovali z ostalimi prog rock skupinami.

## Zgodovina progresivnega rocka
Glej tudi Kronologija progresivnega rocka.

## Seznam skupin
| - After Crying - Anglagard - Discus - Dream Theater - Eloy - Emerson, Lake & Palmer - Genesis - Godspeed You! Black Emperor - Hawkwind - Isildurs Bane - Jethro Tull - Kansas,band - King Crimson - 21st Century Schizoid Band - Giles, Giles and Fripp - Mike Oldfield - Pink Floyd - The Beatles - The Mars Volta - The Nice - Yes - Van der Graaf Generator | - Alterra - Begnagrad - Devil Doll - Izvir - Kapela la chateliere - Katalena - Obidil - Prospect - Quatebriga - Sedmina - September - Sfiltrom - Terra Folk - Terra Mystica - Vaginel - Veronique - Žoambo žoet workestrao - Siddharta | - Den za den - Drugi način - Galija - Igra staklenih perli - Indexi - Izvir - Korni grupa - Leb i sol - Smak - Tako |